# Жупани (пам'ятка природи)
Жупа́ни — ботанічна пам'ятка природи місцевого значення в Україні. Розташована в межах Селятинської сільської громади Вижницького району Чернівецької області, на північний захід від села Сарата (урочище Великого і Малого Каменів).
Площа 2 га. Статус присвоєно згідно з рішенням облвиконкому від 30.05.1979 року № 198. Перебуває у віданні: Шепітська сільська рада.
Статус присвоєно для збереження частини лісового масиву, де зростає білотка альпійська, арніка гірська, фіалка дакійська, марингія та інші цінні види. Пам'ятка природи розташована в масиві Яловичорські гори.